# بوريك دوتشكال
بوريك دوتشكال (تشيكية: Bořek Dočkal؛ مواليد 30 سبتمبر 1988) هو لاعب كرة قدم تشيكي يلعب في مركز لاعب خط الوسط لصالح سبارتا براغ. وقد سبق أن أمضى بعض الوقت مع نادي قونيا سبور التركي ونادي روزنبورغ النرويجي. مثل دوتشكال جمهورية التشيك دولياً على مستوى الشباب، وكان قائد منتخب تحت 21 سنة، وفي وقت لاحق تم إشاركه مع المنتخب الأول.

## روابط خارجية
- بوريك دوتشكال على موقع الاتحاد الأوربي (الإنجليزية)
- بوريك دوتشكال على موقع الاتحاد التشيكي (الإنجليزية)
- بوريك دوتشكال على موقع اتحاد النرويج (النرويجية)
- بوريك دوتشكال على موقع اتحاد تركيا (لاعب) (الإنجليزية)
- بوريك دوتشكال على موقع الدوري الأمريكي (الإنجليزية)
- بوريك دوتشكال على موقع قاعدة بيانات كرة القدم.إي يو (الإنجليزية)
- بوريك دوتشكال على موقع ناشيونال فوتبول تيمز (الإنجليزية)
- بوريك دوتشكال على موقع Soccerway.com (الإنجليزية)
- بوريك دوتشكال على موقع عالم كرة القدم.نت (الإنجليزية)
- بوريك دوتشكال على موقع AS.com (الإسبانية)